# Abbaye de Schussenried

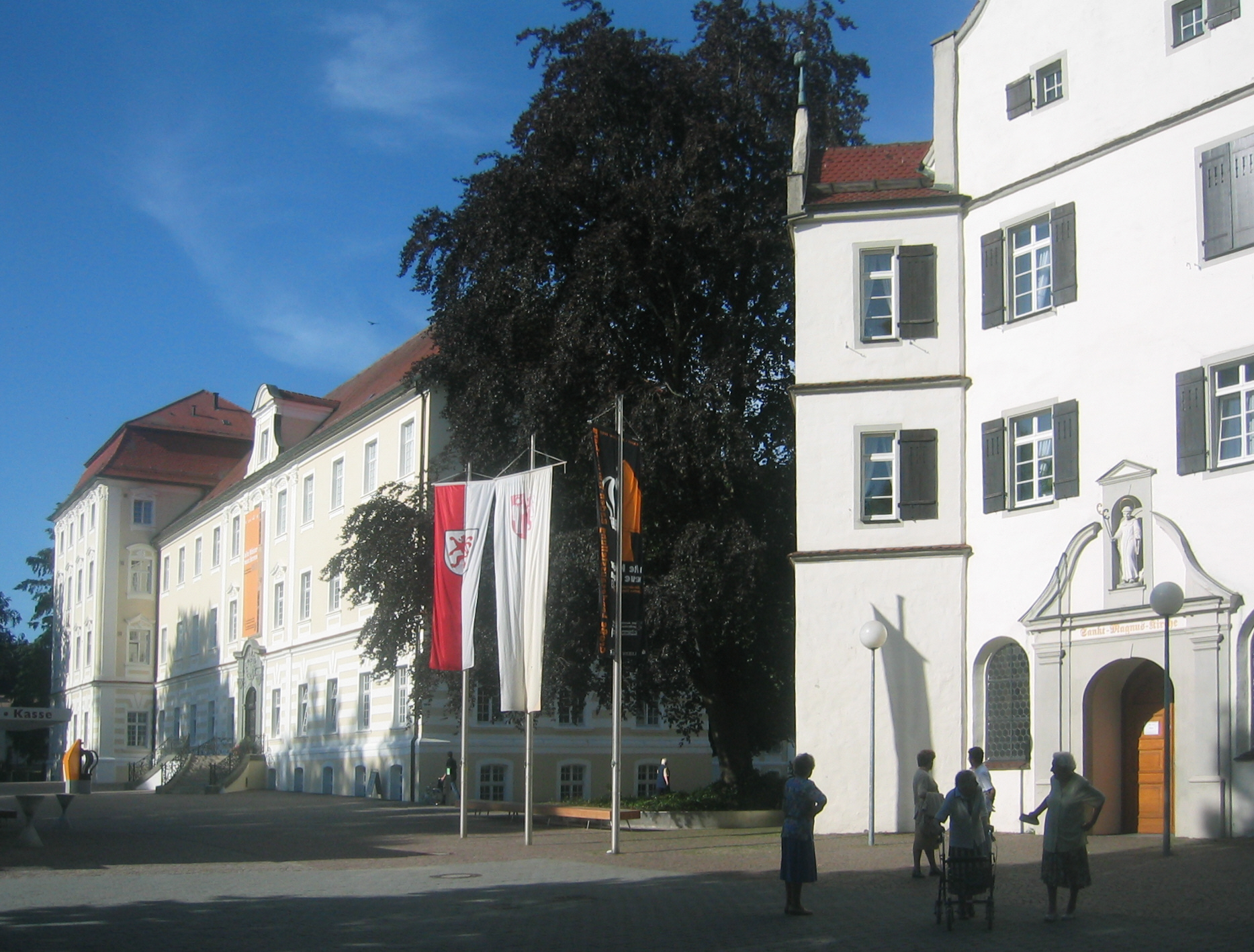
Nouveau monastère (Neues Kloster) et abbatiale.

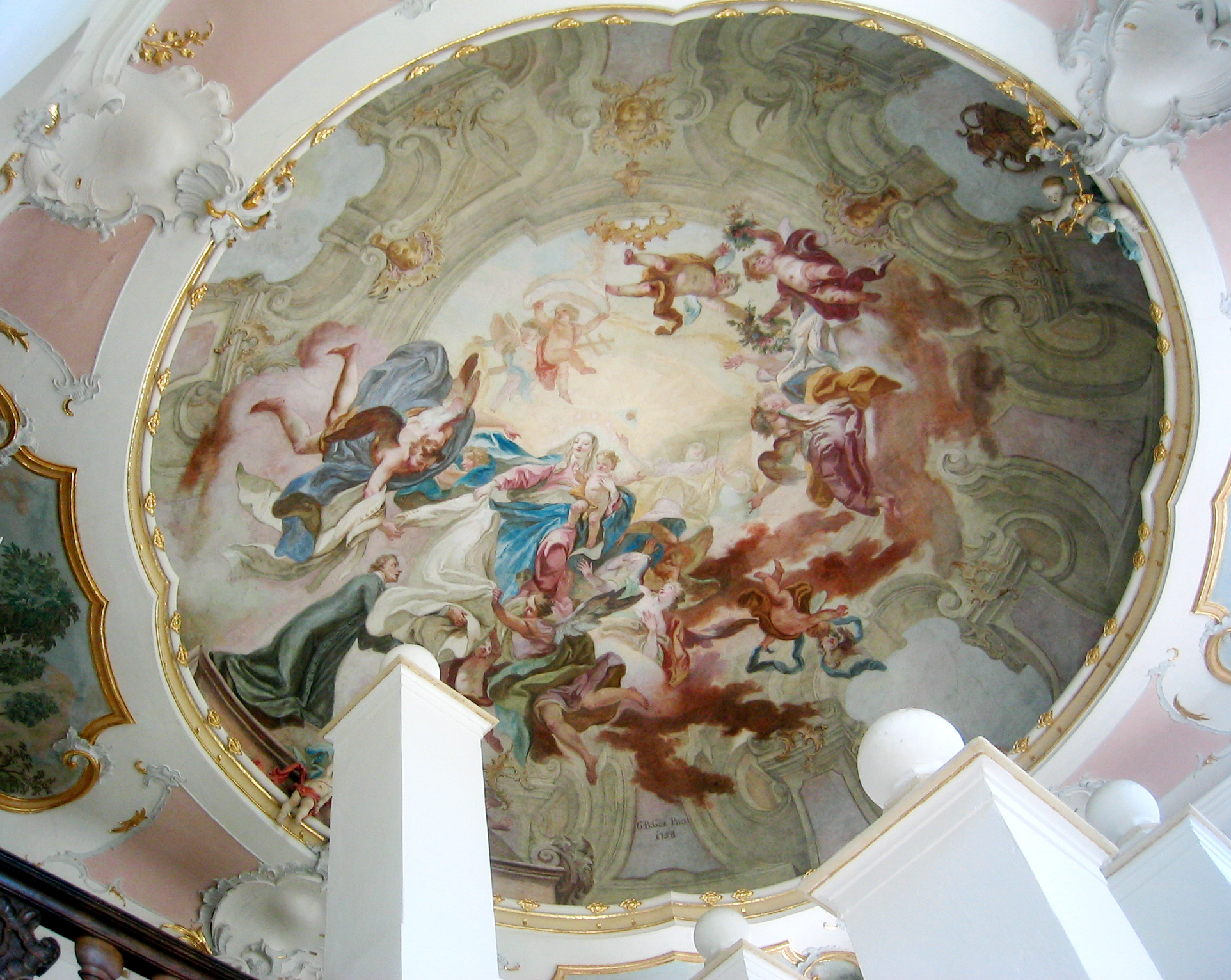
Fresques du plafond dans le Nouveau monastère.

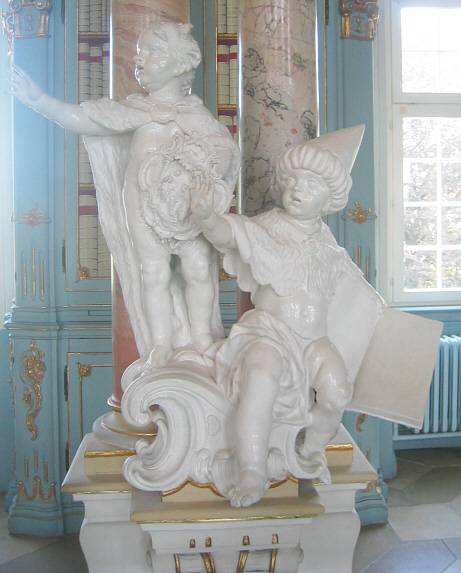
Faux docteurs : Nestorius et Arius.

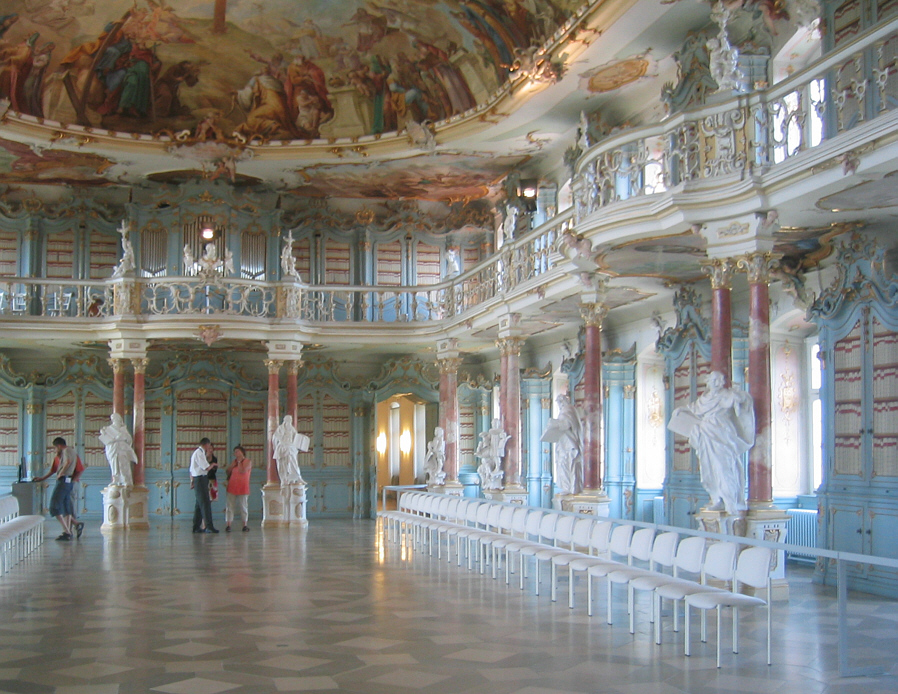
Bibliothèque.

L'abbaye de Schussenried (Kloster Schussenried, Reichsabtei Schussenried) était une abbaye de l'ordre des Prémontrés située à Bad Schussenried, en Haute Souabe, Bade-Wurtemberg, Allemagne.

## Historique

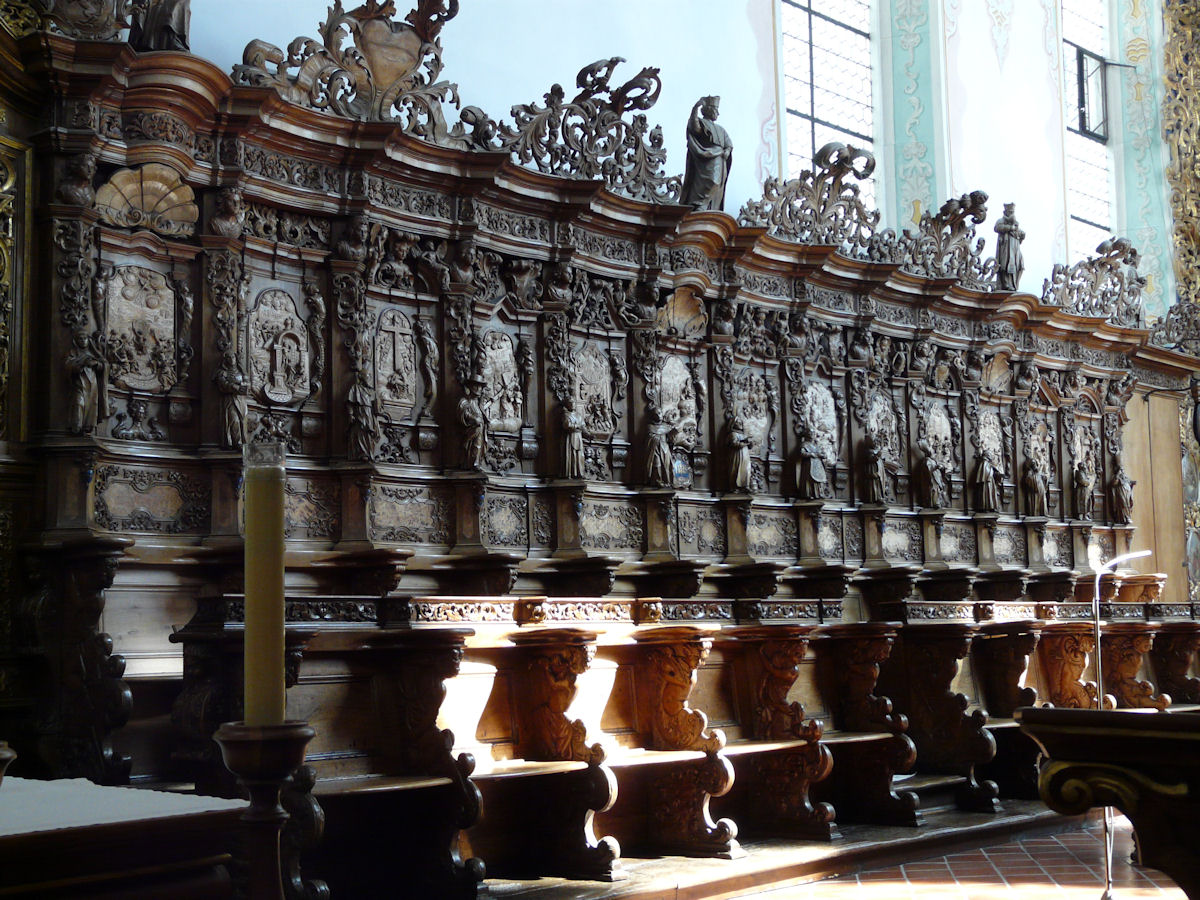
Stalles de chœur en bois de Georg Anton Macheln à l'église Saint-Magnus (Kloster Schussenried) dans la ville de Bad Schussenried en Haute-Souabe en Allemagne

Le monastère fut fondé en 1183 par les propriétaires fonciers locaux, Bérenger et Konrad de Schussenried. Il dépendait de l'abbaye de Rot an der Rot.
Le pape Innocent III a accordé sa protection et garanti son immunité par un privilège du 13 février 1211. Après avoir acquis de nombreux biens par donations et un territoire considérable, le monastère a été déclaré une abbaye impériale (à savoir, un territoire autonome) en 1440.
L'abbaye a subi d'énormes dommages pendant la guerre de Trente Ans : beaucoup de bâtiments monastiques ont été brûlés par les Suédois et les terres ont été largement dévastées.
Au XVIIe siècle il recouvra sa prospérité, et le nom actuel, Neues Kloster (« nouveau monastère ») fait référence à la reconstruction baroque de 1752, sur les plans de Dominikus Zimmermann. Le plan initial de quatre ailes avec une église n'a pas été totalement réalisé pour des raisons financières.
Après la médiatisation allemande de 1803, l'abbaye et ses terres ont été données, en compensation de leurs pertes dans l'ouest du Rhin, aux comtes de Sternberg-Manderscheid, qui ont utilisé l'abbaye comme résidence. En 1806, les terres ont été annexées au royaume de Wurtemberg et les bâtiments vendus en 1835.
L'État du Wurtemberg y installa une fonderie, et en 1875, une maison de soins infirmiers a été mise en place dans les bâtiments. Jusqu'en 1997, c'était la section psychiatrique de l'hôpital de Bad Schussenried.
Depuis 1998, le « Neue Kloster » est utilisé comme centre d'expositions et d'événements.

## Bibliothèque
La bibliothèque rococo est la partie la plus spectaculaire des bâtiments monastiques et l'une des principales attractions de la Route Baroque de Haute-Souabe (Oberschwäbische Barockstraße). La salle est extrêmement simple. Les rayonnages fermés sont disposés sur deux étages. L'ornementation est parmi les plus riches du XVIIe siècle dans le monde germanique. La fresque du plafond, réalisée par Franz Georg Hermann, peintre à la cour du prince-abbé de Kempten, en 1757 montre avec des détails ahurissants le fonctionnement de la sagesse divine dans l'Apocalypse, l'érudition, l'éducation et l'artisanat.
Les sculptures les plus récentes créées pour la salle montrent les huit groupes des faux docteurs de l'Église. En vis-à-vis, se trouvent huit grands personnages figurant les vrais Docteurs de l'Église. Ils sont l'œuvre de Fidelis Sporer et furent achevés en 1766.

## L'église abbatiale
L'église abbatiale est aujourd'hui l'église paroissiale, dédiée à saint Magnus. Elle contient des éléments des styles roman gothique et baroque. Remarquables sont les stalles du chœur par Georg Anton Macheln et les fresques du plafond par Johannes Zick retraçant la vie de Norbert de Xanten, fondateur de l'ordre de Prémontrés.

## Les prévôts et abbés

### Prévôts
- Friedrich 1183-1188
- Mangold 1188-1192
- Menfried 1205-1208
- Luither 1208-1209
- Burkhard 1209-1215
- Konrad I von Besserer 1215-1218
- Rudolf 1221-1222
- Konrad II 1223-1248
- Bertold I 1248-1278
- Ortholf I von Wielin 1278-1281
- Heinrich I 1282-1290
- Albert 1290-1302
- Konrad III 1302-1326
- Ortholf II Schorp 1326-1356
- Bertold II von Altheim 1356-1363
- Johannes I von Veser 1363-1371
- Hiltbrand von Wielin 1371-1404
- Konrad IV 1404-1420
- Johannes II Rothmund 1420-1438

### Abbés
- Konrad V Rauber 1438-1466
- Petrus Fuchs 1467-1480
- Heinrich II Österreicher 1480-1505
- Johannes III Wittmayer 1505-1544
- Gallus Müller 1544-1545
- Jakob Renger 1545-1552
- Benedikt Wall 1552-1575
- Oswald Escher 1575-1582
- Ludwig Mangold 1582-1604
- Christoph Müller 1604-1606
- Martin Dietrich 1606-1621
- Matthaeus Rohrer 1621-1653
- Mathias Binder 1653-1655
- Augustin Arzet 1656-1666
- Bernhard Henlin 1666-1673
- Vincentius Schwab 1673-1683
- Tiberius Mangold 1683-1710
- Innocentius Schid 1710-1719
- Didacus Ströbele 1719-1733
- Siardus I Frick 1733-1750
- Magnus Kleber 1750-1756
- Nikolaus Kloos 1756-1775
- Joseph Krapf 1775-1791
- Siardus II Berchtold 1792-1803

## Source
- (en) Cet article est partiellement ou en totalité issu de l’article de Wikipédia en anglais intitulé « Schussenried Abbey » (voir la liste des auteurs).